# Jumper (počítač)

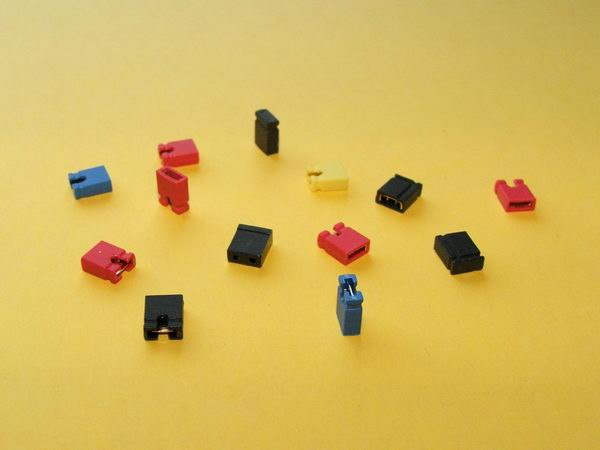
Jumpery

Jumper je mechanická spojka vodičů, se kterou se lze nejčastěji setkat v elektronice na tištěných spojích. Jeho význam spočívá v propojování kontaktů a tím vytvoření mechanických spojů, které mají za výsledek nastavení funkce obvodu. Příkladem mohou být základové desky u počítačů, kde lze jumpery nastavit frekvence procesoru, nebo obnovení nastavení BIOS.
Nejčastěji se používají vyjmutelné jednoduché jumpery, které obsahují na jednom konci zářez pro uchopení. Také se vyrábějí sloučené jumpery, které jsou několika kontakty spojené do jednoho celku, a lze s nimi spojit několik kontaktů najednou. Na tištěných spojích, kde je potřeba s jumpery manipulovat častěji, jsou k vidění pevné jumpery, které nelze vyjmout, ale jsou umístěné v ráměčku a mají podobu malých vypínačů.
Největším rájem pro jumpery byly 70., 80., a 90. léta 20. století ve výpočetní technice, kde každý počítač obsahoval desítky a stovky jumperů, ale počátkem 90. let se začalo používání jumperů omezovat pro přehlednost na spojích a začalo se nastavování kontaktů řešit elektronicky, viz u nastavování řadičů pevných disků v počítači nastavováním v BIOS.